# 普萊斯巴赫河 (錫格河支流)
50°46′56.5″N 7°12′47.55″E / 50.782361°N 7.2132083°E

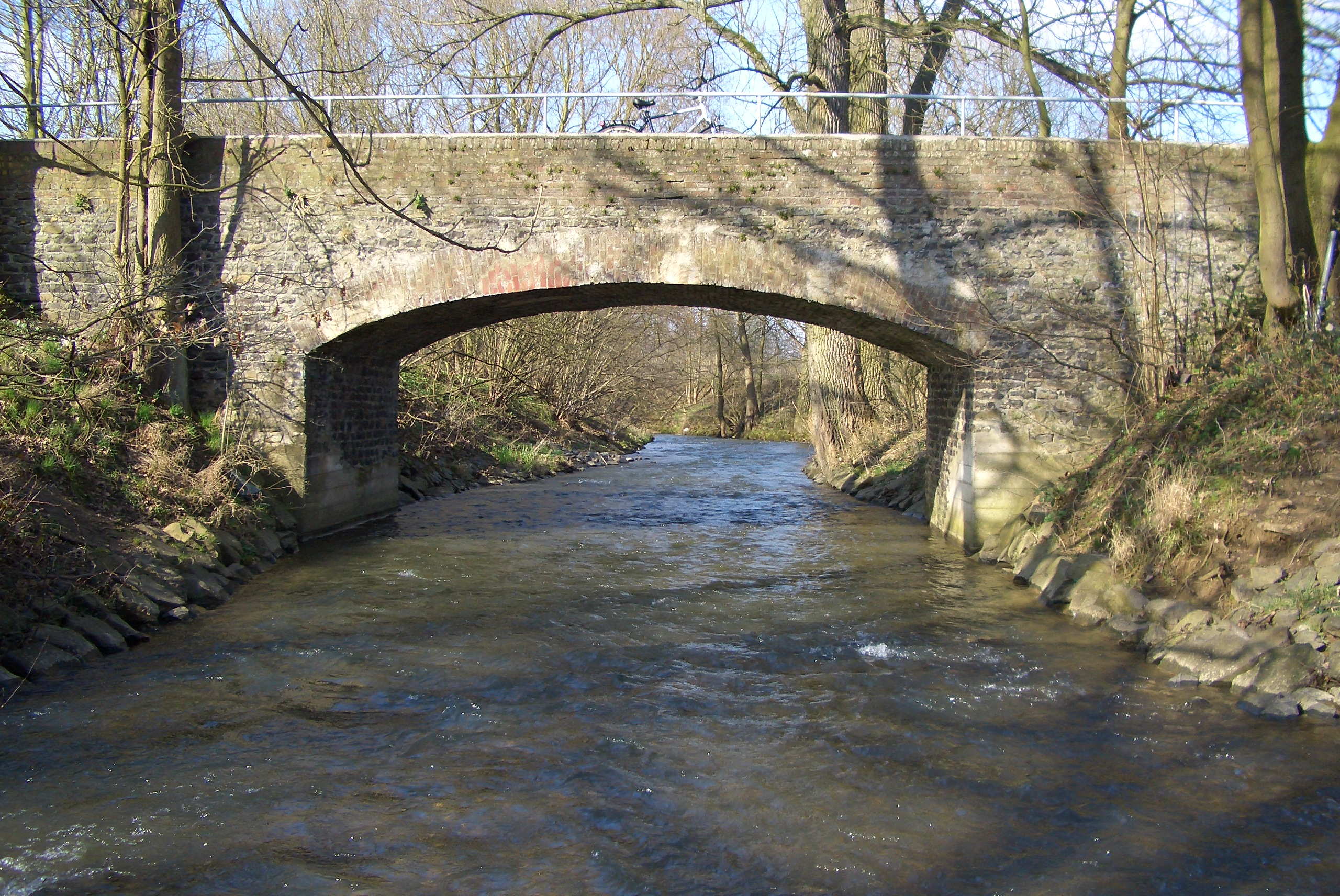

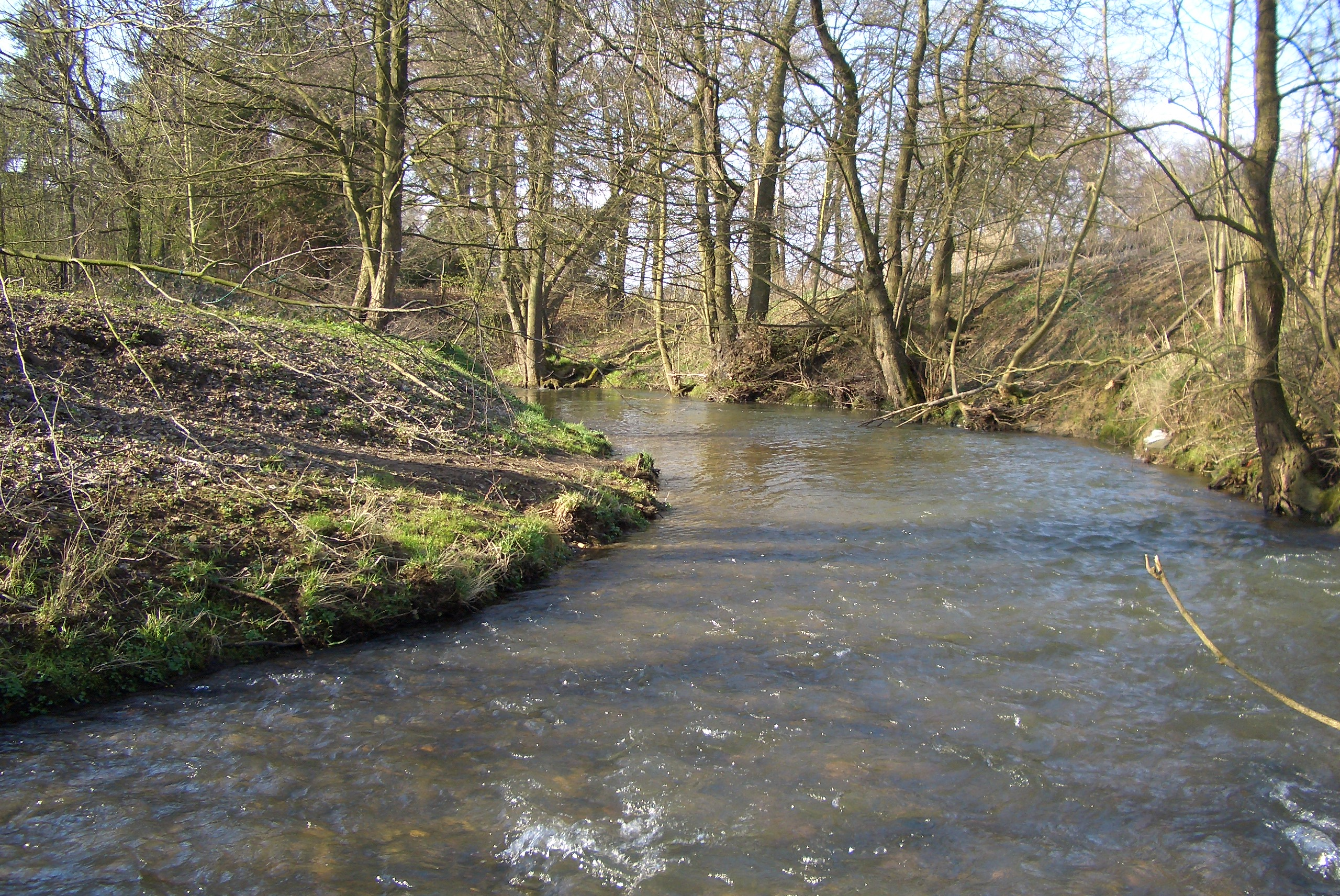

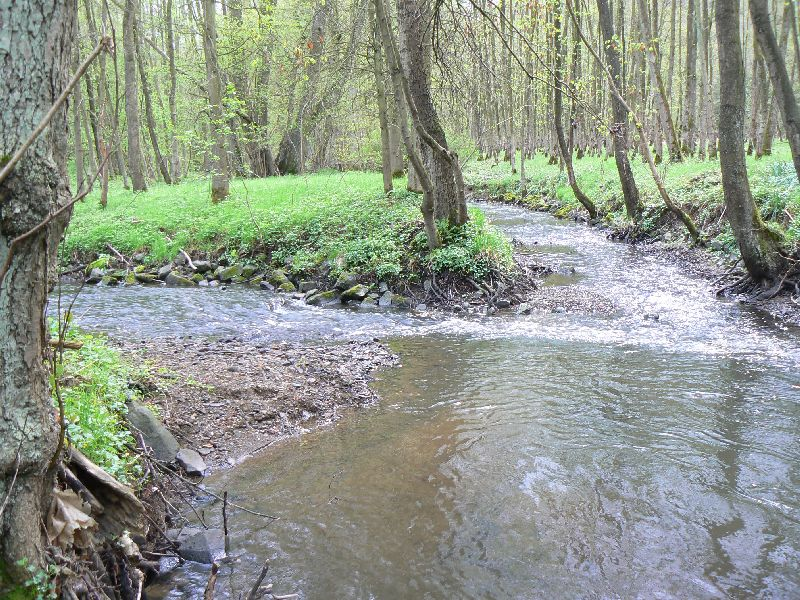

普萊斯巴赫河（德語：Pleisbach），是德國的河流，位於該國西部，處於北萊茵-威斯特法倫州，屬於錫格河的左支流，河道全長24.3公里，流域面積89.8平方公里。